# Robert Lee Moore
Robert Lee Moore (Dallas, 14 novembre 1882 – Austin, 4 ottobre 1974) è stato un matematico statunitense. 
È conosciuto principalmente per il suo lavoro in topologia generale e per il suo metodo per l'insegnamento universitario della matematica, noto come metodo Moore.

## Biografia
Benché cresciuto nel New England, il padre di Moore combatté nella Guerra Civile Americana dalla parte degli Stati Confederati d'America. Dopo la guerra, gestì un negozio di ferramenta a Dallas ed ebbe sei figli, di cui Robert fu il quinto.
Nel 1898, a 16 anni, Robert si iscrisse all'Università del Texas. A quel tempo egli conosceva già, come frutto di studio personale, i fondamenti del Calcolo infinitesimale. Qui ebbe come insegnanti George Bruce Halsted e Leonard Eugene Dickson e completò il Bachelor of Science in tre anni invece dei canonici quattro. Dopo un anno di docenza all'Università del Texas, insegnò per un anno in una scuola secondaria superiore a Marshall (Texas).
In risposta ad un compito assegnatogli da Halsted, Moore riuscì a dimostrare che uno degli assiomi di Hilbert per la geometria era ridondante. Quando Eliakim Hastings Moore (non suo parente), che era a capo del Dipartimento di Matematica dell'Università di Chicago e i cui interessi di ricerca si focalizzavano sui fondamenti della geometria, venne a sapere della impresa di Robert, gli offrì una borsa di studio per un dottorato a Chicago. Qui R. L. Moore ottenne il dottorato nel 1905 con una dissertazione intitolata Sets of Metrical Hypotheses for Geometry e redatta con la supervisione di Oswald Veblen.
Moore insegnò quindi per un anno all'Università del Tennessee, due anni all'Università di Princeton e tre anni all'Università Northwestern. Nel 1910 sposò Margaret MacLelland Key di Brenham, Texas; da questa unione non nacquero figli. Nel 1911 accettò un posto all'Università della Pennsylvania.
Nel 1920 Moore tornò all'Università del Texas come professore associato, e fu promosso professore ordinario tre anni più tardi. Nel 1951, giunto all'età del pensionamento, ebbe la retribuzione dimezzata ma continuò a tenere cinque corsi all'anno, tra cui uno di calcolo rivolto alle matricole, fino a quando le autorità universitarie non lo costrinsero al definitivo pensionamento nel 1969, a 87 anni. In suo onore, nel 1973, l'Università del Texas dette il nome di Moore Hall ad un edificio destinato ad accogliere i dipartimenti di fisica, matematica ed astronomia.
R. L. Moore fu convinto sostenitore dell'American Mathematical Society e ne fu presidente nel biennio 1936–38. Si occupò delle relative Colloquium Publications (1929-33) e ne fu il redattore capo (1930–33). Nel 1931, fu eletto alla National Academy of Sciences.

## Studioso di topologia
Secondo la bibliografia di R. L. Wilder (1976), Moore pubblicò 67 articoli e una monografia, Foundations of Point Set Theory del 1932. Moore è ricordato principalmente per il suo lavoro nel campo dei fondamenti della topologia, una tematica che affrontò per la prima volta nella sua tesi di dottorato. Quando Moore ritornò all'Università del Texas, aveva già pubblicato 17 articoli sulla topologia degli insiemi di punti  - un termine coniato da lui stesso - tra cui l'articolo del 1915 On a set of postulates which suffice to define a number-plane, che fornisce un sistema assiomatico per la topologia del piano. Il piano di Moore (Moore plane), lo spazio di Moore e la congettura dello spazio di Moore sono così identificati in suo onore.

## Un insegnante fuori dal comune
Robert Lee Moore è conosciuto per aver supervisionato 50 tesi di dottorato, quasi tutte all'Università del Texas, tra cui quelle di R H Bing,  F. Burton Jones, John Robert Kline, Mary Ellen Rudin, Gordon Whyburn, Richard Davis Anderson, e Raymond Louis Wilder. Questo testimonia come Moore sia stato uno dei più carismatici e stimolanti professori universitari di matematica che gli Stati Uniti abbiano mai avuto. Moore aveva una sbalorditiva abilità nell'insegnare come si sviluppa una dimostrazione matematica a studenti che non avevano mai brillato in tale disciplina. Egli fece di tutto per insegnare corsi elementari ogni anno e, addirittura, proibì ai suoi studenti di consultare la letteratura matematica.
Fu proprio durante la partecipazione alle lezioni e alle conferenze all'Università di Chicago che iniziò a maturare in Moore l'idea di un metodo di insegnamento diverso e originale. Trovando tali conferenze piuttosto noiose e perfino intorpidenti per la mente, egli cercava di ravvivare la conferenza ingaggiando una "gara mentale" con il docente e tentando di scoprire la dimostrazione di un teorema precedentemente enunciato prima che il docente stesso concludesse la spiegazione. Spesso Moore vinceva questa "gara silenziosa" e, quando questo non accadeva, si sentiva comunque arricchito per il solo fatto di averci provato. Fu nell'Università della Pennsylvania che, all'interno di un corso sui fondamenti della geometria, Moore mise in pratica per la prima volta il metodo di insegnamento che diverrà noto con il nome di Metodo di Moore. Il successo di questo metodo indusse ben presto altri docenti a seguire la strada che Moore aveva indicato.

## Controversie
La carriera di Moore come insegnante di matematica è macchiata da un atteggiamento negativo nei confronti degli studenti di colore, comportamento estremo, anche se l'atteggiamento razzista contro i neri era piuttosto diffuso. Moore si rifiutava esplicitamente di insegnare a studenti di origine africana ed era solito abbandonare una conferenza nel momento in cui si rendeva conto che lo speaker era un uomo di colore. Questo miserabile aspetto della vita di Moore è stato completamente taciuto in alcune sue recenti biografie, tra cui R. L. Moore: Mathematician and Teacher di John Parker, che ritrae Moore come un grande uomo di scienza, ignorando valutazioni etiche della sua attività professionale.

## Opere
- (EN) Foundations of Point Set Theory, vol. 13, AMS Colloquium Publications. American Mathematical Society, 1932.